# ماريسا سوليناس
ماريسا سوليناس (بالإيطالية: Marisa Solinas)‏ هي مغنية وممثلة إيطالية، ولدت في 30 مايو 1941 بجنوة في إيطاليا.

## وصلات خارجية
- ماريسا سوليناس على موقع IMDb (الإنجليزية)
- ماريسا سوليناس على موقع ألو سيني (الفرنسية)
- ماريسا سوليناس على موقع أول موفي (الإنجليزية)
- ماريسا سوليناس على موقع ديسكوغز (الإنجليزية)
- ماريسا سوليناس على موقع قاعدة بيانات الفيلم (الإنجليزية)
- ماريسا سوليناس على موقع كينوبويسك (الروسية)